# José Díaz de Bedoya
José Ponciano Díaz de Bedoya (Asunción, 19 de noviembre de 1820-Buenos Aires, 9 de diciembre de 1872) fue un militar y político paraguayo, triunviro del Paraguay de 1869 a 1870. Residía exiliado en Buenos Aires por mostrarse contrario al gobierno de Francisco Solano López.

## Biografía
Fue miembro y luego presidente de la Asociación Paraguaya, con sede en Buenos Aires; además se integró a la Legión Paraguaya, que era una milicia de paraguayos destinada a combatir al gobierno de López. 
Luego de la ocupación de Asunción durante la Guerra de la Triple Alianza, se realizó una asamblea que lo designó como representante del gobierno y asume el 15 de agosto de 1869, conjuntamente con Cirilo Antonio Rivarola y Carlos Loizaga, quedando constituido así el Triunvirato. Renunció en mayo de 1870, según crónicas de la época, renunció en Buenos Aires luego, de vender los candeleros donados por la iglesia para la reconstrucción del Paraguay,y en lugar de enviar lo obtenido por las ventas, envío  su renuncia, por cuyo acto fue conocido como José Candelero. Se marchó a vivir en Buenos Aires hasta su muerte en 1881.